# Opuntia aciculata
Opuntia aciculata är en kaktusväxtart som beskrevs av David Griffiths. Opuntia aciculata ingår i släktet fikonkaktusar, och familjen kaktusväxter. Inga underarter finns listade i Catalogue of Life.

## Bildgalleri

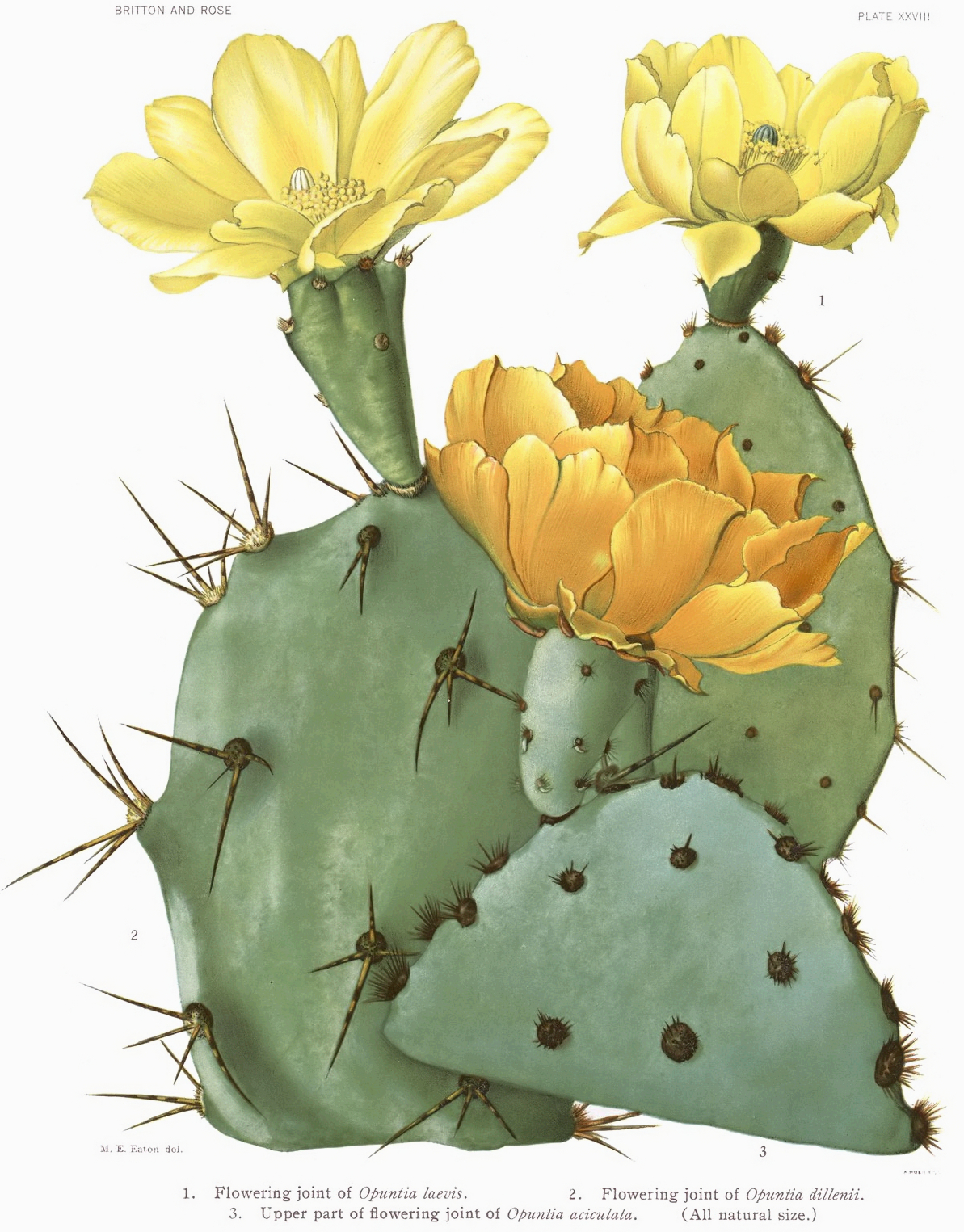
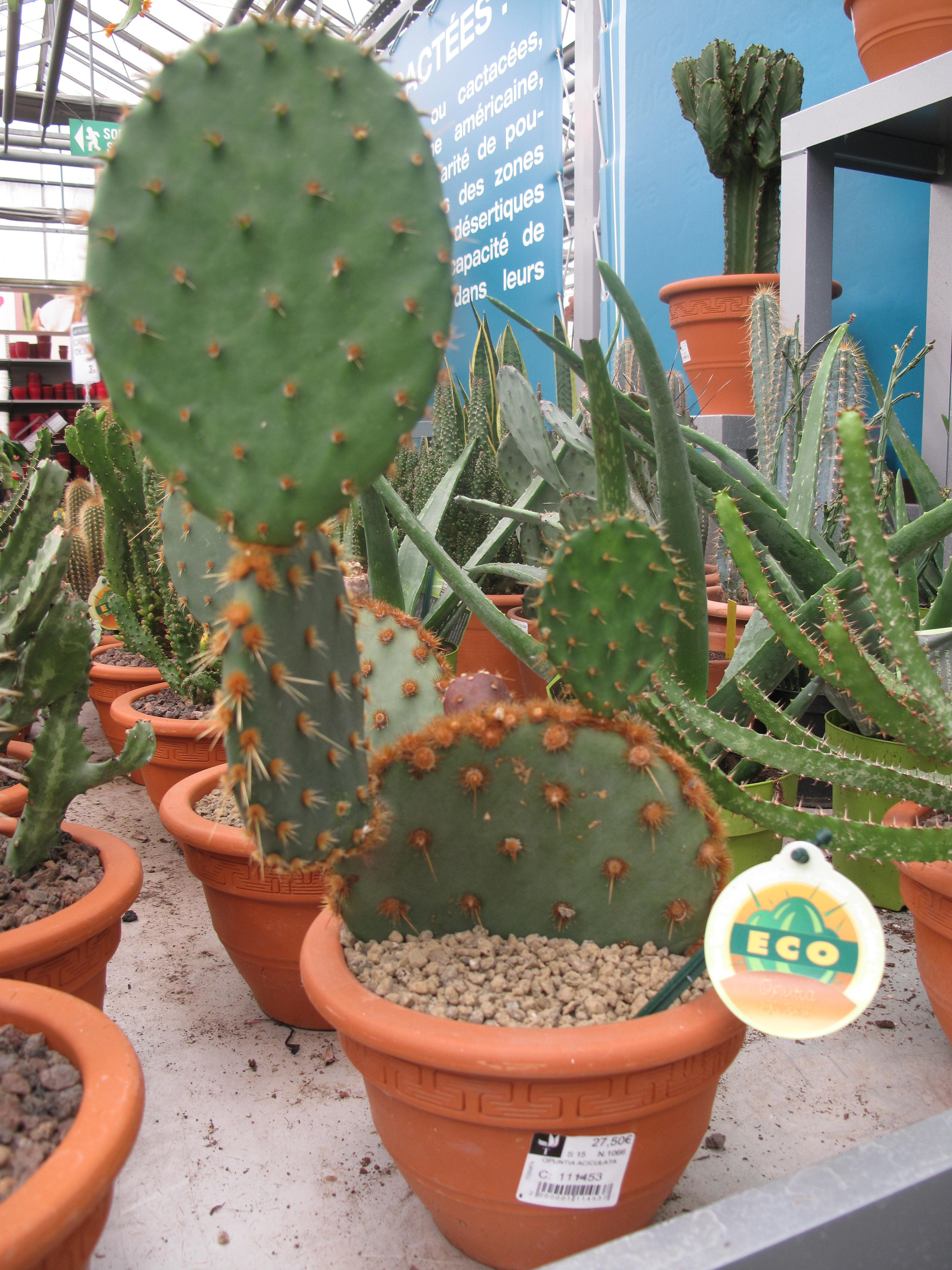
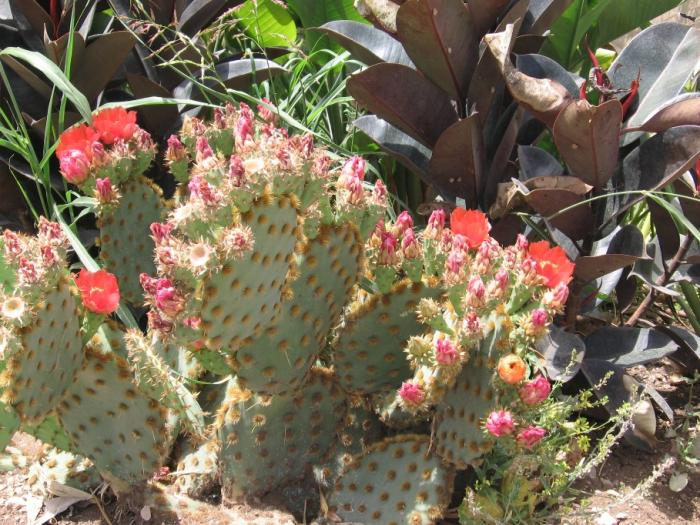
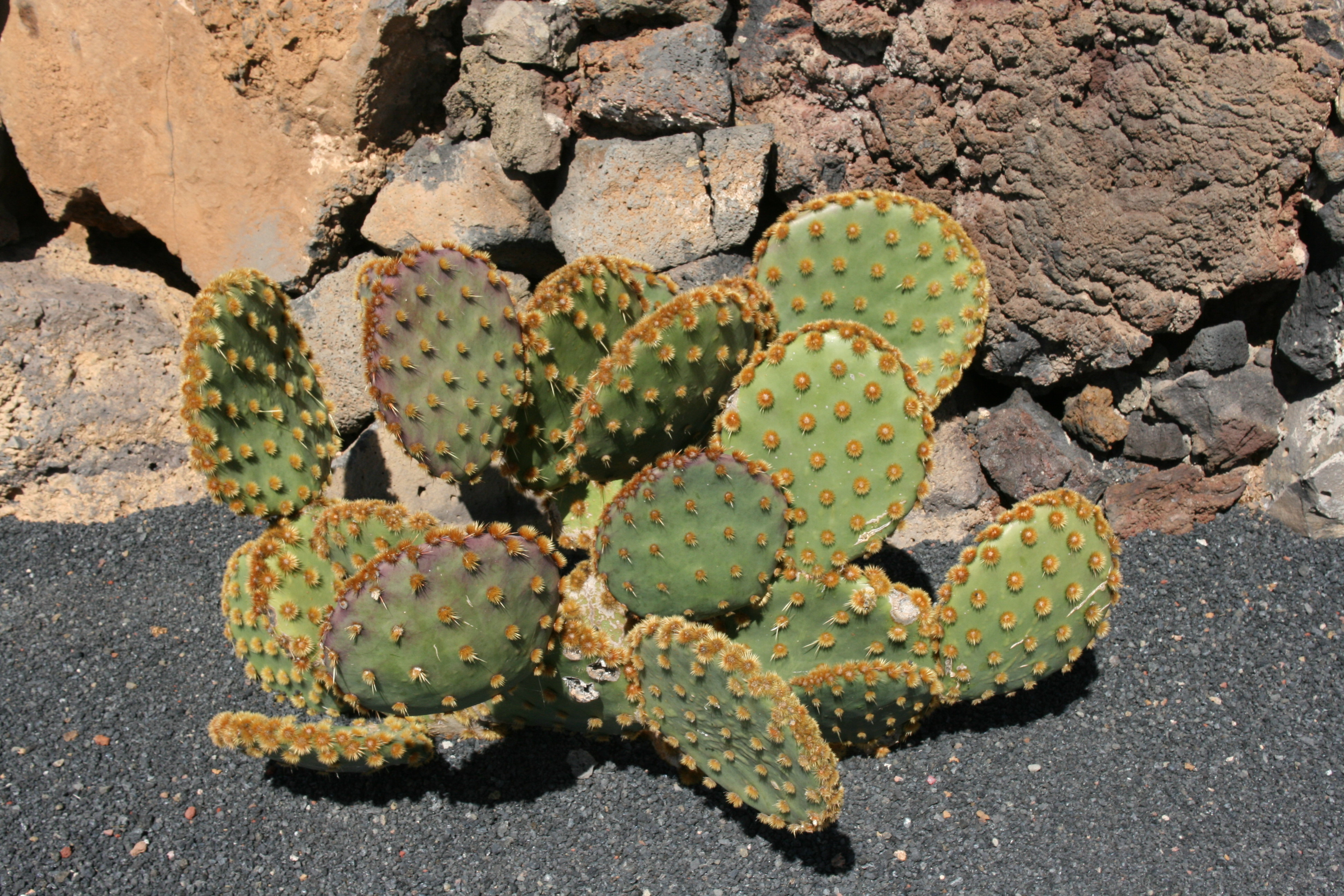
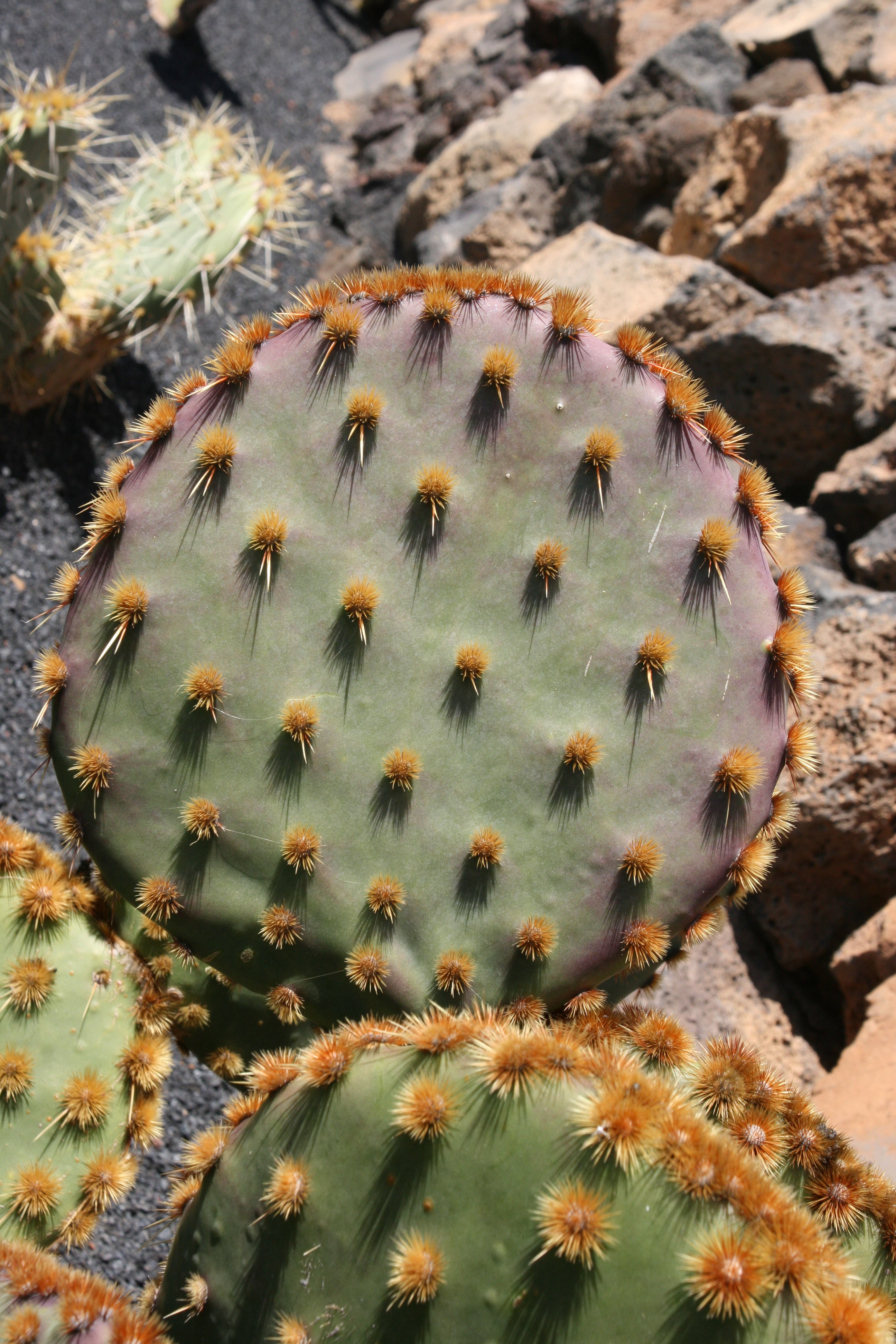